# Sauter AG
Sauter ist eine in der Gebäudeautomation, Systemintegration, technischem Facilitymanagement und mechanischen und elektrischen Bauleistungen international tätige Schweizer Unternehmensgruppe mit Sitz in Basel und firmiert am Stammsitz unter Fr. Sauter AG. Der Konzern beschäftigt 3387 Mitarbeiter (Stand 2022) und erwirtschaftete 2022 einen konsolidierten Umsatz von 692 Mio. Euro (Vorjahr: 539 Mio. Euro).

## Geschichte
1910 wurde die Manufaktur für elektrische Zeitschaltuhren von Fritz Sauter in Grindelwald gegründet. Der wachsende Auftragseingang führte zu einer Erweiterung und Verlegung des Betriebes nach Basel. 1920 wurde das Unternehmen in eine Aktiengesellschaft umgewandelt.
1912 brachte Sauter als erstes Produkt eine Zeitschaltuhr auf den Markt – eine astronomische Uhr für das An- und Abschalten städtischer Straßenbeleuchtungen. Die Schaltvorgänge erfolgten abends und morgens zur jahreszeitlichen Dämmerstunde.
1917 entwickelte Sauter für das Elektrizitäts-Werk Basel einen Boiler, der im Markt gut aufgenommen wurde. Seine Werkstatt hatte er bereits 1916 aufgrund seiner guten Beziehungen zum Elektrizitäts-Werk nach Basel verlegt. 1935 machte Sauter den Schritt von der über die Zeit oder die Temperatur gesteuerten Ein-/Ausschaltung von Geräten zur Regelungstechnik und legte damit den Grundstein für das heutige Kerngeschäft.
Ab Anfang der 1950er-Jahre integrierte Sauter Elektronik in die Produkte. Das Sortiment umfasste Geräte zur Regelung von Temperatur, Feuchtigkeit und Druck. 1974 brachte Sauter sein erstes softwaregesteuertes Gebäudeleitsystem auf den Markt; 1981 die ersten Geräte mit Mikroprozessoren. 1984 wurde zur Abwehr einer feindlichen Übernahme die Fr. Sauter Holding AG gegründet. Die operativen Tätigkeiten wurden unter der Fr. Sauter AG zusammengefasst. 1997 folgte eine internetbasierte Automationslösung, die sich über Webbrowser steuern lässt.
Ab dem Jahr 2000 weitete Sauter die Tätigkeit auf den Dienstleistungsbereich aus. Facilitymanagement wurde zum Bestandteil des Kerngeschäfts. 2002 begann Sauter das standardisierte Kommunikationsprotokoll BACnet in die Produkte zu integrieren. 2009 brachte Sauter seine Energy Management Solution (EMS) auf den Markt. 2012 kam die Software Sauter Vision Center auf den Markt, eine Gebäudemanagementsoftware mit modularer, skalierbarer Visualisierungs- und Managementebene.
Zum 1. April 2017 übernahm Sauter die Fa. Pandomus AG in Köln und deren Management-Objekte. 2018 erfolgte die Übernahme von WREN Ltd in Leatherhead, Vereinigtes Königreich und Sirus in Cork und Dublin, Irland, 2020 wurde die Techne S.p.A Facility Management in Bergamo, Italien, 2022 die Emtec Group in Glasgow, Vereinigtes Königreich und 2023 T4 Mechanical & Electrical Ltd, Lidex Control Systems Ltd und React 4 Group Ltd in Redhill, Vereinigtes Königreich übernommen.
2019 fand die Lancierung des neuen Gebäudeautomationssystems modulo 6 statt. Seit 2020 gibt es den neuen Smart Actuator, einen Ventil- und Luftklappenantrieb mit integriertem Regler, IoT und Cloud-Verbindung. 
2023 wurde der Smart-Sensor viaSens, ein Multisensor für die integrierte Raumautomation, vorgestellt.

## Konzernstruktur
Zur Sauter Gruppe gehören 21 Tochtergesellschaften in Europa, Joint Ventures in China und im Mittleren Osten sowie lokale Vertretungen in weiteren Ländern. Länder mit Sauter-Tochtergesellschaften: Schweiz, Deutschland, Frankreich, Italien, Spanien, Grossbritannien, Österreich, Slowakei, Niederlanden, Belgien, Schweden, Tschechien, Ungarn, Polen, Rumänien, Serbien. Zum Leistungsbereich gehören die vier Kompetenzfelder Systems, Components, Services und Facilitymanagement.
Das Facilitymanagement-Geschäft in Deutschland wird von der Sauter FM GmbH mit Hauptsitz in Augsburg bearbeitet, einer 100-prozentigen Tochtergesellschaft der deutschen Sauter-Niederlassung.
Die Fr. Sauter AG gehört der Fr. Sauter Holding AG. Diese gehört der von Nachkommen Fritz Sauters gegründeten FS Familienholding AG, Basel, und der Fabrel AG, Hergiswil. Neben diesen beiden Hauptaktionärinnen sind weiterhin einige natürliche Personen mit geringen Quoten beteiligt. 

## Produkte und Dienstleistungen
Sauter produziert Hard- und Software für Regel-, Steuer- und Gebäudemanagementsysteme für die Anwendungen in den Bereichen Heizung, Lüftung und Klima. Die Produktpalette umfasst unter anderem Raumsensorik, Messumformer, Thermostaten, Druckschalter, elektrische Antriebe, pneumatische Antriebe, Ventile, Mischer und Klappen. Auf der Managementebene entwickelt Sauter verschiedene Softwarelösungen für das Gebäudemanagement, ausserdem Systeme und Raumautomationsstationen für Einzelraumregelung und Raummanagement. Entwickelt wird in Basel (Schweiz). Die Produktion erfolgt an den 2 Standorten Basel (Schweiz) und Freiburg im Breisgau (Deutschland).
Im Bereich Gebäude-Dienstleistungen gehören Services wie Contracting, Wartung und Monitoring zum Angebot. Ein zunehmend wichtiges Standbein sind Dienstleistungen im Bereich des energiebewussten, technischen, infrastrukturellen und kaufmännischen Facilitymanagement.

## Geschäftsbereiche

### Systems (Projektgeschäft)
SAUTER projektiert, installiert und betreibt Lösungen für Gebäudemanagement und Raumautomation. Dabei kommen vorwiegend Komponenten wie Sensoren, Ventilen, Antrieben, Automationsstationen und Software aus eigener Entwicklung und Produktion zum Einsatz. Ziel der Gebäudeautomation sind Nutzerkomfort und energieeffizienter Betrieb von vorwiegend kommerziell genutzten Gebäuden. Als Leitfaden dient die international Norm EN 15232.

### Services
Die Funktionssicherheit der realisierten Anlagen wird durch ein breites Servicenetz gewährleistet. Traditionelle Servicedienst vor Ort in den Gebäuden werden vermehrt durch «Digital Cloud Services» (bestehend aus «Remote Management», «Performance Management» und «Customer Portal») unterstützt.

### Components
Sensoren, Ventilantriebe und Regler werden von SAUTER auch als OEM-Produkte für andere Hersteller entwickelt und produziert.

### Facility Management / Facility Services
SAUTER begleitet Gebäude kompetent in allen Phasen ihres Lebenszyklus. Von der Planung, Erstellung, Betrieb und Erneuerung. Digital Services ermöglichen die effiziente Betriebsführung.

## Frühere Tätigkeitsgebiete

### Boiler, Elektro-Kochherde
Um den französischen Markt bearbeiten zu können, sah Sauter die Notwendigkeit einen französischen Produktionsstandort zu errichten. 1923 gründete Fritz Sauter mit Godefroy Schlumberger die Société pour l'exploitation des Procédés Sauter Sàrl im elsässischen Saint-Louis. Sauter ließ in der französischen Produktionsstätte zunächst nur Boiler der Marke Cumulus und Speicheröfen der Marke Primulus montieren. Der Zweite Weltkrieg veranlasste die französische Regierung die grenznahe Industrie in das Landesinnere zu verlegen und so zog die Procédés Sauter nach Claye-Souilly, womit sie sich auch dem schweizerischen Teilhaber entfremdete. 1948 verkaufte Sauter seine Anteile an der Procédés Sauter an die Continental et Garnier und gründete am 1. Juni 1948 in Saint-Louis eine neue Tochtergesellschaft, die Sauter Appareils Automatiques SA. Während Continental et Garnier die Marke Sauter für den Haushaltsgeräte-Bereich weiterführte, befasste sich die neue Gesellschaft mit der Regeltechnik.
Garnier wurde 1972 von Schlumberger übernommen. Über die Brandt SA kam die Küchengeräte-Marke Sauter an die spanische Fagor-Gruppe, die im November 2013 Konkurs anmeldete. Im April 2014 wurde Fagor teilweise von der algerischen Groupe Cevital übernommen.

### Stromzähler
1991 wurden die mit der Gebäudetechnik verbundenen Aktivitäten in Frankreich in eine neue Gesellschaft, die Sauter Regulation SA ausgegliedert. Die in der Sauter Appareils Automatiques SA verbliebenen Aktivitäten (Entwicklung, Produktion und Verkauf von Stromzählern für den französischen Markt) wurden 1992 an die Zellweger Luwa Gruppe verkauft. Von Zellweger kamen diese Aktivitäten an die Deutsche Zählergesellschaft, die das inzwischen nach Mulhouse verlegte Werk 2007 geschlossen hat.

### Ozonierung und Steuerung von Wasserversorgungsanlagen
1948 begann der Einstieg in die Steuerung von Wasserversorgungsanlagen mit einem Wasserreservoir in Les Brenets. Zusammen mit der Compagnie des eaux et de l'ozone erfolgte 1955 die Sanierung der Trinkwasserversorgung des psychiatrischen Kantonsspitals im neuenburgischen Boudry. In der Folge entwickelte sich die Ozonierung von Trinkwasser zu einem eigenen Geschäftszweig. Ab 1972 wurden Sauter Ozonanlagen auch zur Geruchsneutralisierung der Abluft von Kläranlagen eingesetzt. Das Geschäft mit der Ozonierung wurde etwa um 1980 an die Christ AG verkauft.
Das zunächst verbleibende Geschäft mit der Steuerung von Wasserversorgungsanlagen wurde 1996 an die Rittmeyer AG verkauft.

## Logos

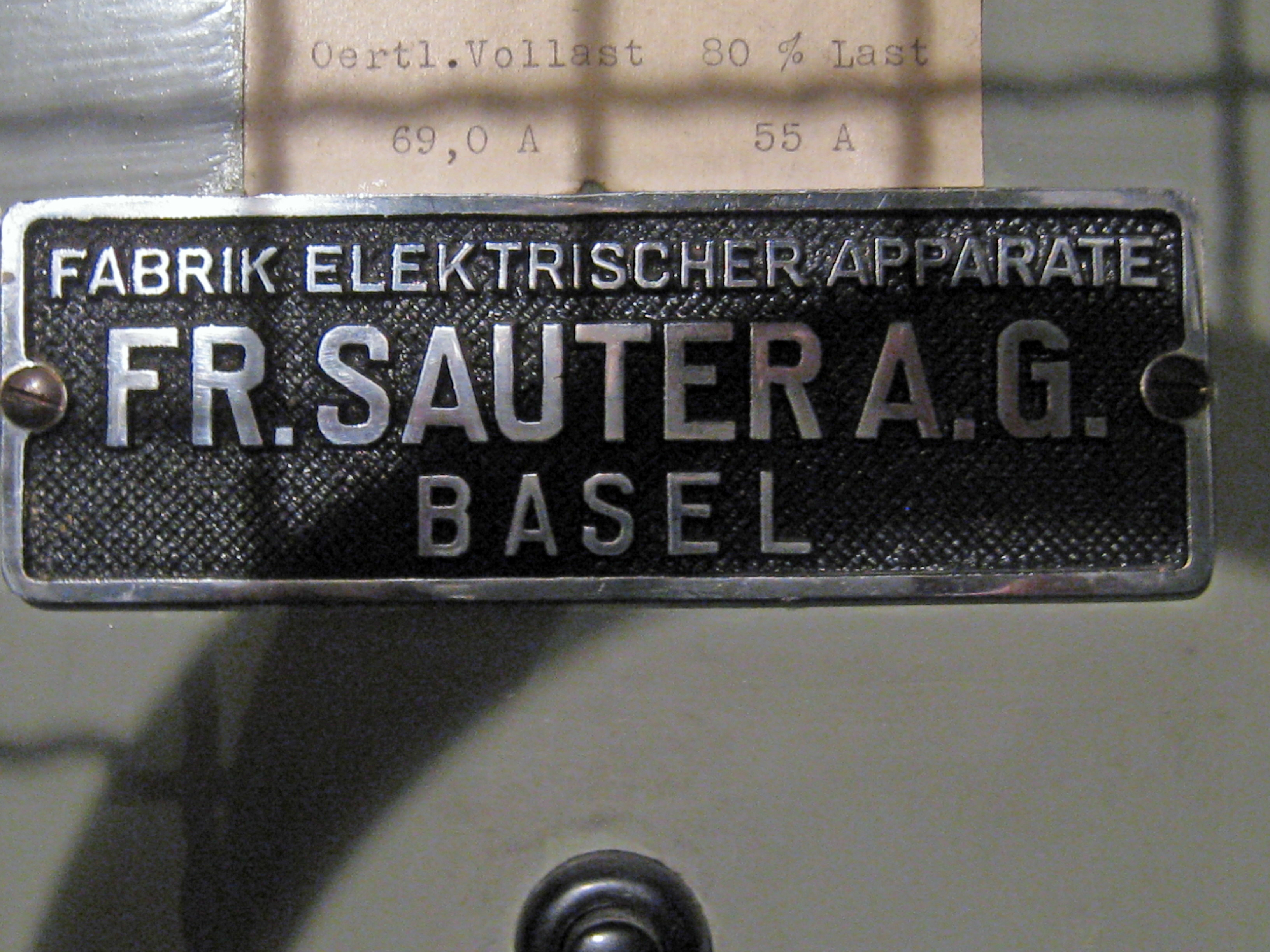
Zweiter Weltkrieg
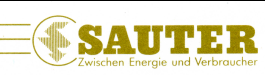
Bis 1994
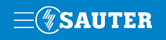
1994 bis 2008
Seit 2008

## Belege
1. ↑  Archivierte Kopie (Memento des Originals vom 7. Juli 2012 im Webarchiv archive.today)  Info: Der Archivlink wurde automatisch eingesetzt und noch nicht geprüft. Bitte prüfe Original- und Archivlink gemäß Anleitung und entferne dann diesen Hinweis. online Zugriff auf Handelsregistereintrag Firmen-Nr. CH-270.3.003.244-9
2. ↑  Die SAUTER Gruppe 2020. (PDF) Abgerufen am 26. Juni 2020.
3. ↑  Geschäftsbericht der Fr. Sauter Holding AG
4. 1 2  Geschichte von SAUTER. Abgerufen am 18. Februar 2025.
5. ↑  SAUTER Smart Actuator - mit IoT und Cloud zu "Predictive Maintenance". 28. Januar 2020, abgerufen am 26. Juni 2020.
6. ↑  Smart Sensor viaSens. In: Landing Page von SAUTER. SAUTER, 2023, abgerufen am 5. Februar 2024.
7. ↑  Unternehmens-ID; Eintrag im Handelsregister Basel-Stadt
8. ↑  Eintrag im Handelsregister Nidwalden
9. ↑  SAUTER Smart Spaces. Abgerufen am 26. Juni 2020.
10. ↑  siehe Eintrag auf www.gen-gen.ch
11. ↑  Procédés Sauter – Société Anonyme: Chauffe-eau „Cumulus“, 1929, PDF 4,19 MB, französisch; abgerufen am 10. Oktober 2014
12. ↑  s. Brückner S. 116–121
13. ↑  Eintrag auf www.confort-sauter.com
14. ↑  www.sauter-electromenager.com
15. ↑  siehe französische Wikipedia Cevital
16. ↑  Société Anonyme (Frankreich), später in eine SAS (Société par actions simplifiée) umgewandelt
17. ↑  s. Homepage der DZG (Memento des Originals vom 16. Juni 2015 im Internet Archive)  Info: Der Archivlink wurde automatisch eingesetzt und noch nicht geprüft. Bitte prüfe Original- und Archivlink gemäß Anleitung und entferne dann diesen Hinweis.
18. ↑  das Geschäft wurde über die Stepper Energie France  betrieben
19. ↑  s. Brückner S. 105
20. ↑  s. Eintrag Compagnie des eaux et de l'ozone auf www.societe.com
21. ↑  s. Eintrag auf www.clin24-kliniken.de (Memento des Originals vom 20. Oktober 2014 im Internet Archive)  Info: Der Archivlink wurde automatisch eingesetzt und noch nicht geprüft. Bitte prüfe Original- und Archivlink gemäß Anleitung und entferne dann diesen Hinweis.